# Acrobata per amore
Acrobata per amore (Wonder Dog) è un film del 1950 diretto da Charles A. Nichols. È un cortometraggio animato della serie Pluto, prodotto dalla Walt Disney Productions e uscito negli Stati Uniti il 7 aprile 1950, distribuito dalla RKO Radio Pictures. È stato distribuito anche come Pluto acrobata e, a partire dagli anni novanta, Super Pluto.

## Trama
Pluto vuole conquistare Dinah, ma lei è più interessata a un manifesto raffigurante il cane del circo Principe, conosciuto come "il cane delle meraviglie". Allora Pluto immagina che la discarica sia un circo e lui una stella prodigio, tuttavia le acrobazie non vanno come sperato e nel mentre viene deriso da Butch, chiuso in un recinto. Pluto decide di prenderlo in giro, ma Butch scappa dal recinto e si mette a inseguire il suo rivale. Mentre fugge dal bulldog, Pluto esegue diversi numeri, rendendo felice Dinah. Mentre Pluto è su una corda sospesa, Butch gli lancia contro diverse botti, che Pluto rispedisce al mittente, il quale si ritrova intrappolato nei cerchi metallici. Pluto cade poi in un cannone, che lo "spara" in aria, facendolo atterrare con la testa in corrispondenza di quella sul manifesto, mandando in estasi Dinah.

## Distribuzione

### Edizioni home video

#### VHS
- Cartoons Disney 6 (dicembre 1985)[2]
- Sono io... Pluto (marzo 1990)[3]
- Qua la zampa, Pluto (giugno 2000)[4]